# Sonate pour piano no 4 de Scriabine
Pour les articles homonymes, voir Sonate pour piano (homonymie).
La Sonate pour piano no 4 op. 30 est une sonate pour piano d'Alexandre Scriabine en fa dièse majeur.

## Description
Composée en 1903, en deux mouvements, cette sonate marque la période transitoire de Scriabine, déjà très impliqué dans la philosophie. Son exécution dure à peu près huit minutes. Scriabine décrivait cette œuvre par : « Le vol de l'homme vers l'étoile, symbole du bonheur ». Il s'agit d'une composition heureuse, sans tourments ni dépression.

## Structure de l'œuvre
- Andante
- Prestissimo volando

## Discographie
- Alexander Scriabin, The complete piano sonatas, Ruth Laredo, piano, Nonesuch records, 1984, 1996